# Кастельбуоно
Кастельбуоно (итал. Castelbuono) — коммуна в Италии, располагается в регионе Сицилия, подчиняется административному центру Палермо.
Население составляет 9430 человек (на 2004 г.), плотность населения составляет 161 чел./км². Занимает площадь 60 км². Почтовый индекс — 90013. Телефонный код — 0921.
Покровительницей коммуны почитается святая Анна. Праздник ежегодно празднуется 27 июля.